# Tachysphex
Tachysphex is een geslacht van vliesvleugelige insecten van de familie van de graafwespen (Crabronidae).

## Soorten
- T. adjunctus Kohl, 1885
- T. albocinctus (Lucas, 1849)
- T. blattivorus Gussakovskij, 1952
- T. brevipennis Mercet, 1909
- T. brullii F. Smith, 1833
- T. carli Beaumont, 1947
- T. consocius Kohl, 1892
- T. coriaceus A. Costa, 1867
- T. costae De Stefani, 1882
- T. ctenophorus Pulawski, 1971
- T. denisi Beaumont, 1936
- T. descendentis Mercet, 1909
- T. erythropus (Spinola, 1839)
- T. euxinus Pulawski, 1958
- T. excelsus R. Turner, 1917
- T. ferrugineus Pulawski, 1971
- T. fugax Radoszkowski, 1877
- T. fulvicornis R. Turner, 1918
- T. fulvitarsis Costa, 1867
- T. gracilitarsis Morice, 1910
- T. graecus Kohl, 1883
- T. helveticus Kohl, 1885
- T. incertus Radoszkowski, 1877
- T. julliani Kohl, 1883
- T. latifrons Kohl, 1884
- T. lindbergi Beaumont, 1956
- T. mediterraneus Kohl, 1883
- T. minutus Nurse, 1909
- T. moczaryi Kohl, 1884
- T. nitidior Beaumont, 1940

- T. nitidissimus Beaumont, 1952
- T. nitidus (Spinola, 1805)
- T. obscuripennis

Kakkerlakkendoder (Schenck, 1857)
- T. obscurus Pulawski, 1971
- T. panzeri

Roodpotige sprinkhanendoder (Vander Linden, 1829)
- T. persa Gussakovskij, 1933
- T. plicosus (A. Costa, 1867)
- T. pompiliformis (Panzer, 1805)
- T. psammobius (Kohl, 1880)
- T. pseudopanzeri Beaumont, 1955
- T. saundersi Mercet, 1909
- T. schmiedeknechti Kohl, 1883
- T. sordidus (Dahlbom, 1845)
- T. subdentatus F. Morawitz, 1893
- T. tarsinus (Lepeletier, 1845)
- T. tessellatus (Dahlbom, 1845)
- T. unicolor (Panzer, 1806)